# Wechloy

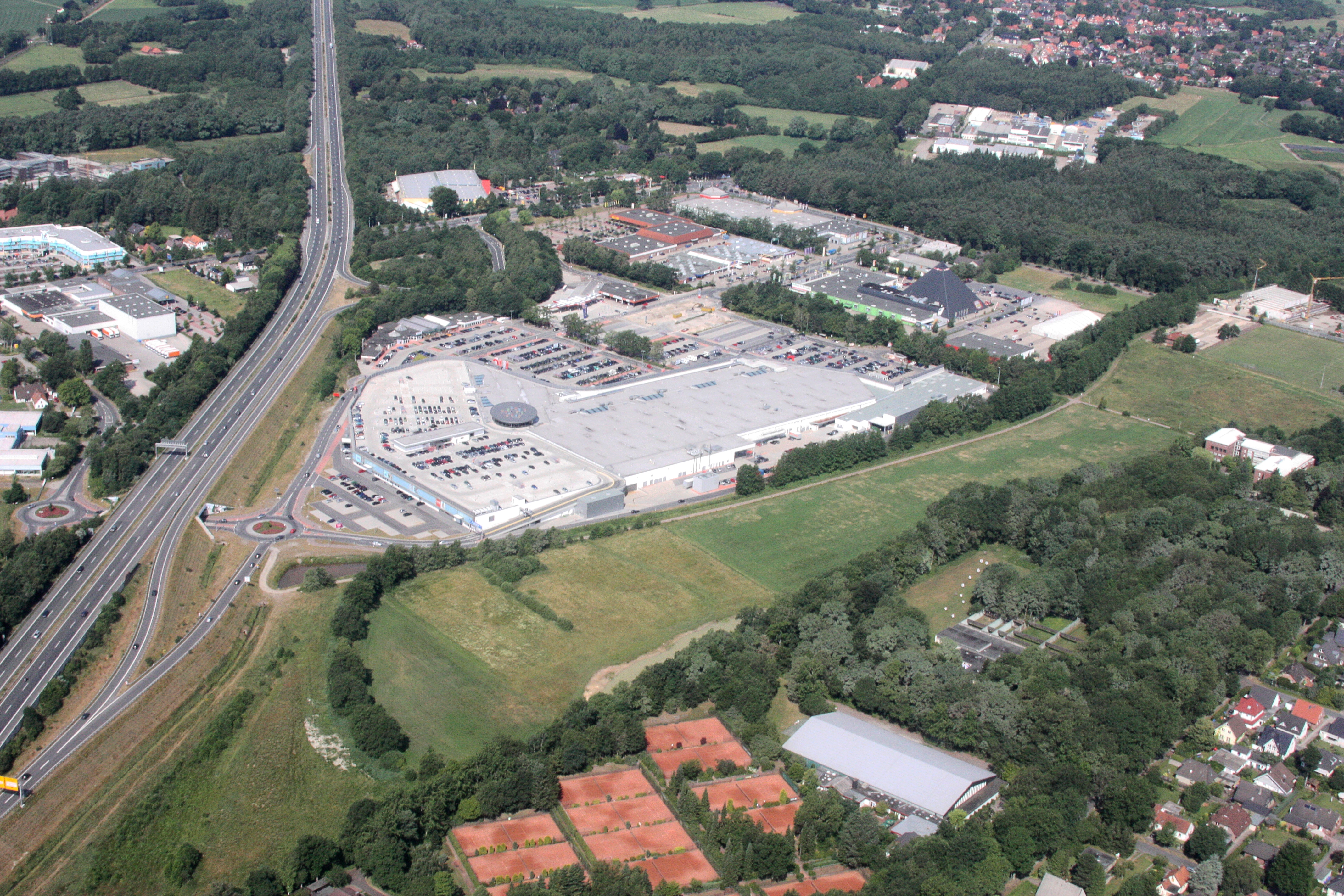
Gewerbegebiet Wechloy aus der Luft; links die Bundesautobahn 28

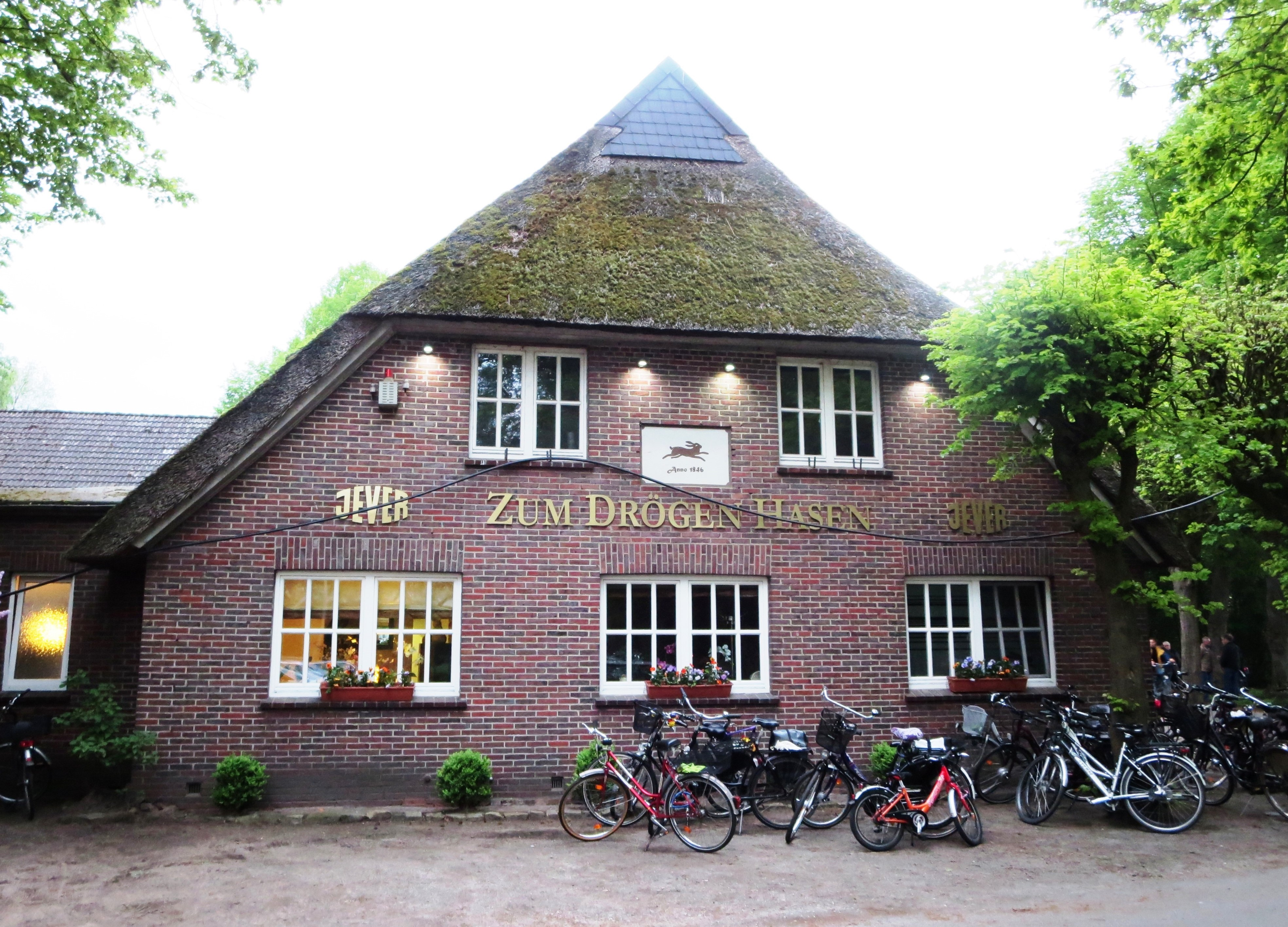
Wirtshaus in Wechloy seit 1846

Wechloy ist eine alte Ortslage im Westen der Stadt Oldenburg.

## Geschichte
Wechloy wird erstmals 1259 in einer Urkunde des Klosters Hude als „Wechlage“ erwähnt. Das Dorf liegt am Nordrand der Haaren-Niederung. Im Mittelalter bestanden hier vier Höfe, um 1790 zwölf Höfe und Kötereien. Die Bauerschaft Wechloy gehörte früher zur Hausvogtei Oldenburg und seit 1814 zur Landgemeinde Oldenburg. 1858 hatte das Dorf  170 Einwohner. 1897 wurde die Landgemeinde Oldenburg geteilt. Wechloy unterlag nun der Verwaltung der Gemeinde Eversten. Im Gemeinderat wurde Wechloy anfangs von Landmann Friedrich Küpker vertreten. Der östliche Teil der Gemeinde Eversten mit Wechloy ging schließlich am 1. August 1924 in Oldenburg auf. Historischer Mittelpunkt des Dorfs ist das Wirtshaus „Zum Drögen Hasen“. In seinem Umfeld pflegt der Heimatvereen Wechloy e. V. das Brauchtum (Volkstanz, Theater, Maibaum setzen) und die plattdeutsche Sprache.

## Gewerbe
In Wechloy befindet sich ein ausgedehntes, durch die Autobahn A 28 und die Ammerländer Heerstraße unterteiltes Gewerbegebiet mit Handelsunternehmen, Einzelhandelsgeschäften und Gastronomieangeboten. Auf dem Gelände sticht die in den 1990er Jahren vom Rundfunkunternehmer Ripken&Ripken erbaute Pyramide hervor, in der sich heute eine Media-Markt-Filiale befindet. Herzstück ist das Famila Einkaufsland der Bünting-Gruppe, das im Winter 2007 als Erweiterung des seit 1977 bestehenden alten famila-Centers eröffnet wurde.
Seit den 2010er Jahren wird das Technologie- und Gründerzentrum Oldenburg (TGO) entwickelt.

## Bildung und Wissenschaft
Wechloy ist Teilstandort der Carl von Ossietzky Universität Oldenburg mit der Fakultät V (Mathematik und Naturwissenschaften), dem Hörzentrum und einer Bereichsbibliothek. Außerdem sind umfangreiche Sportanlagen vorhanden.
In Wechloy befindet sich seit 2001 eine der vier Berufsbildenden Schulen (BBS) der Stadt Oldenburg. Es werden 2019 rund 3.400 Schülerinnen und Schüler in den Schwerpunkten Wirtschaft, Recht und Verwaltung ausgebildet.

## Verkehrsanbindung

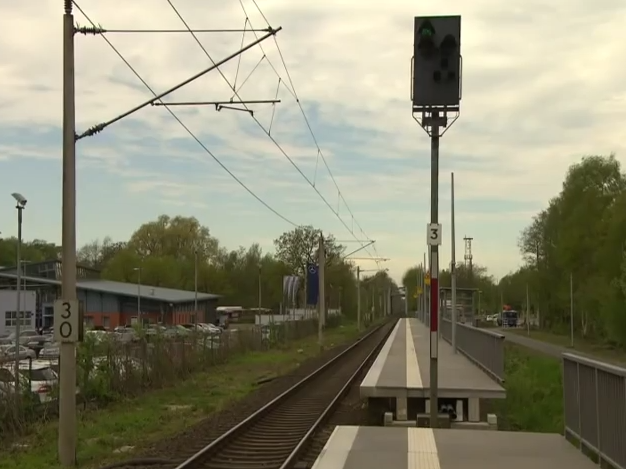
Haltepunkt Oldenburg-Wechloy vor der Eröffnung, noch mit Signal im Bahnsteigbereich

Wechloy ist über die Abfahrt 10 „Oldenburg-Wechloy“ der A 28 an das Autobahnnetz angeschlossen. Die innerstädtische Anbindung wird über die Ammerländer Heerstraße sichergestellt.
Die Regionalbuslinie 350 und S35 durchqueren die Ortslage auf dem Weg von Oldenburg nach Westerstede. Mehrere Stadtbuslinien der Oldenburger Verkehr und Wasser erschließen Wechloy. Die Linie 306 endet am Universitätscampus Wechloy, die Linie 310 fährt im 15-Minuten-Takt bis zum Famila-Einkaufsland-Gelände und halbstündlich weiter nach Ofen (Bad Zwischenahn) sowie auf den Fliegerhorst Oldenburg. Die Haltestelle BBS Wechloy wird von der Linie 308 im Ringverkehr Rauhehorst/Dietrichsfeld, der Linie 310, der Linie 313 über die Alexanderstraße und von der Linie 324 über Eversten und Universität erreicht.
Seit Juni 2015 ist Wechloy über den Eisenbahn-Haltepunkt Oldenburg-Wechloy an der Bahnstrecke Oldenburg–Leer an die Linie RS 3 der Regio-S-Bahn Bremen/Niedersachsen angeschlossen. Zum Fahrplanwechsel im Dezember 2022 wurde die Bedienung von der Linie RS 30 übernommen, die Linie RS 3 verkehrt seitdem lediglich mit einzelnen Zügen in Tagesrandlage.
| Linie | Verlauf | Takt                           |
| ----- | --- | ------------------------------ |
| RS 3  | Bremen Hbf – Bremen-Neustadt – Heidkrug – Delmenhorst – Hoykenkamp – Schierbrok – Bookholzberg – Hude – Wüsting – Oldenburg (Oldb) Hbf – Oldenburg-Wechloy – Bad Zwischenahn Stand: Fahrplanwechsel Dezember 2023 | einzelne Züge in Tagesrandlage |
| RS 30 | Bremen Hbf – Delmenhorst – Hude – Oldenburg (Oldb) Hbf – Oldenburg-Wechloy – Bad Zwischenahn Stand: Fahrplanwechsel Dezember 2023                                                                                 | 60 min                         |